# کورکور سربی
کورکور سربی (نام علمی: Ictinia plumbea) یک پرنده شکاری از تیرهٔ بازان (Accipitridae) است که در بیشتر شمال آمریکای جنوبی ساکن است. در قسمت شمالی دامنه خود که از شمال تا مکزیک امتداد دارد، مهاجر است. از حشراتی تغذیه می‌کند که آنها را یا از نشیمنگاه یا در حال پرواز می‌گیرد.

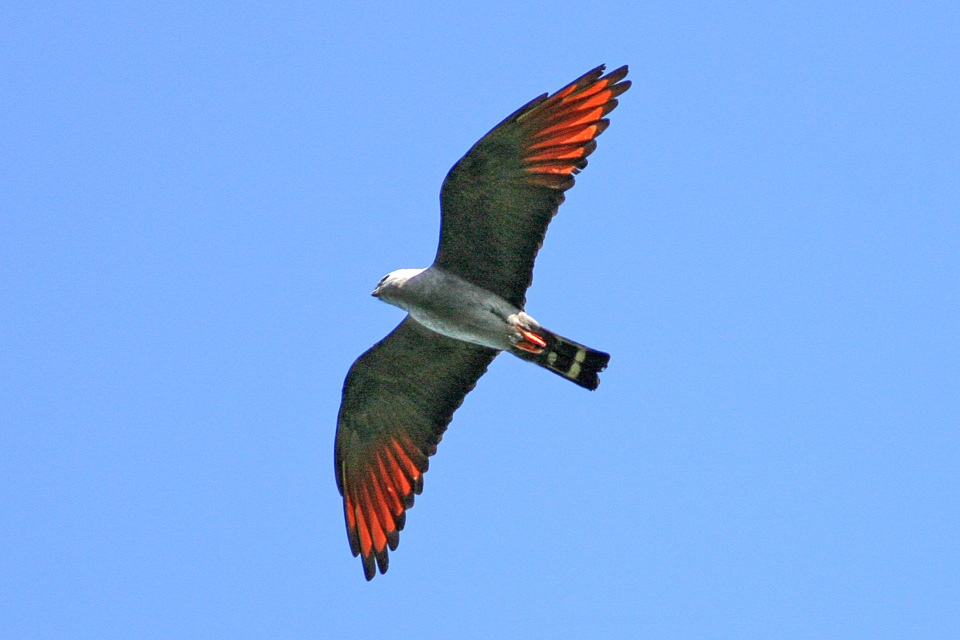
کورکور سربی در حال پرواز

به خصوص گروهی نیست، اگرچه گاهی گله‌هایی در هنگام مهاجرت دیده می‌شود.
کورکور سربی حشرات را در حال پرواز یا از روی نشیمنگاه می‌گیرد. همچنین گاهی حلزون‌ها، قورباغه‌ها، مارمولک‌ها، خفاش‌ها، پرندگان و مارها را شکار می‌کند.